# Pilularia novae-zelandiae
Pilularia novae-zelandiae là một loài dương xỉ trong họ Marsileaceae. Loài này được Kirk mô tả khoa học đầu tiên..
Danh pháp khoa học của loài này chưa được làm sáng tỏ. 